# 小霸王
小霸王（シャオバーワン）は、1987年に中国の広東省中山市で設立された電子機器メーカー。日本語では俗字で「小覇王」（しょうはおう）とも記される。

## 概要
2000年代以降の小霸王公司は、教育用電子機器や家電製品などを製造する広東省の小規模な企業グループとなっているが、1980年代末から1990年代初頭にかけては「小霸王遊戯機」あるいは「小霸王学習機」と呼ばれる、任天堂ファミリーコンピュータ（ファミコン）の互換機の製造メーカーとして中国全土で知られた。
小霸王を広東省の小工場から中国トップのゲーム機・教育機器・パソコンメーカーにまで押し上げたのは、1989年に小霸王の工場長に就任した段永平で、中国のゲーム機第1世代とホビーパソコン第1世代は、段永平が率いる小霸王によって事実上創生された。
段永平は、当時国営企業であった小霸王を株式会社に転換するという提案が親会社の怡华集团に容れられなかったため、1995年に退職し、その後歩歩高を設立する。歩歩高は小霸王と同一の製品を製造することを1年間禁止されていたが、1997年には小霸王を抜いて中国トップの電子機器メーカーとなる。なお怡华集团も後に民営化されて「益華集団」となった。
段永平が率いる歩歩高が2000年代には中国国外にも進出し、2010年代にはOPPOやVivoなどを傘下に持つ実質的に世界シェア2位のスマホメーカーにまで上り詰めたのに対し、段永平が退職後の小霸王は中国における影響力を縮小させ、2004年には会社が分割、広東省の小規模な電機メーカーのグループとして現存している。小霸王集団の副総裁が2012年に日本で行った講演によると、20世紀にはいると中国でも携帯電話やパソコンが普及しはじめ、これらがファミコン互換機を代替するようになったため、小霸王は経営が危機になったが、小霸王は2004年頃より各部門を子会社に分割することによって独立性を高める戦略を取り、また毛沢東の「星星之火、可以燎原」（小さな星のような火を起こして原野を燃え広がらせる）と言う言葉に従って強力な直営販売会社を設立し、さらにキッチン家電に進出し、販売ルートとして都市部の大手家電量販店を使うのではなく県城・郷鎮レベルの小規模販売店を使い、安価な製品で農村地区に営業をかけるという戦略が成功し、2012年の時点では農村地区では一定のシェアがあるとのこと。
小霸王は2018年現在もファミコンの互換機を製造している。スマホやタブレットなどの現代的な機器も販売しているが、1990年代に小霸王遊戯機のテレビCMで「一家に一台」と語られた往時のような勢いはない。
2018年3月31日、小霸王は自社が開発したゲーム機に不正にゲームをプリインストールして出荷しているサードパーティへの生産ライセンス供与を取りやめ、著作権を守ってゲーム機市場に再参入することを表明した。
2018年8月、小霸王公司はAMDと提携し、AMD製SoCを搭載したゲーム機「小霸王 Z+」をChinaJoyにて発表。しかし資金繰りが悪化し、小霸王公司のゲーム機部門は2019年5月10日をもって解散した。2020年、台湾のコンパル社が製造した「小覇王Z+」のデッドストックと思しきものが台湾のネット通販サイトで投げ売りされた。
2020年11月、既にほとんどの80後90後世代（1980年代から1990年代に生まれた世代）にとっては思い出の中の存在になっていた小霸王の「破産」が中国のマスコミ各社で大きく報道された。これに対し、小霸王の親会社である益華集団は小霸王のホームページ上で「破産したのはVR製品を生産する小霸王文化発展有限公司であり、既に2019年初めには業務を停止していた。他の小霸王グループの会社とは無関係であり、マスコミ報道は重大な風評被害である」との声明を発表した（2017年1月に「小霸王文化发展有限公司」と言う名前の会社が国家工商総局に登録されており、ここが2020年時点で小霸王のゲーム部門の資産を管轄しているとみられる）

## 歴史
1987年、中山市の怡华集团の傘下として創設される。創設から2年目の1989年の時点では社員20人・200万元の赤字を抱える、小さな工場に過ぎなかった。
1989年3月、工場長として段永平が就任。ファミコン互換機の事業に進出して業績が急拡大。段永平は小霸王を中国トップのゲーム機・パソコン・電子機器メーカーにのし上げる。
1991年、売上高が10億元に達し、「小霸王電子工業」として正式な会社となる。
1995年8月、段永平が小霸王の経営陣と対立し、数人の開発者とともに辞任し歩歩高を設立する。
1997年、小霸王はVCD事業に進出し、「小霸王影音」が設立される。歩歩高がVCD・DVDプレーヤー市場で中国トップとなったのに対し、小霸王影音は1999年に1億元以上の負債を抱えて倒産する。
2004年、親会社の怡华集团の方針で、小霸王は複数の会社に分割される。

## 小霸王学習機
「小霸王遊戯機」は、1989年に発売された任天堂ファミリーコンピュータの互換機。任天堂の許可は得ておらず、いわゆるパチモノではあるが、当時の中国は知的財産権の概念が薄く、小霸王の製品は合法だった。小霸王を含むファミコン互換機は「紅白機」と呼ばれ、中国におけるゲーム機第1世代となったが、その中でも小霸王の製品は最も売れ、一説によると日本の本家ファミコンの販売台数すらしのぐという。
1993年には、「小霸王遊戯機」の第2世代が発売される。キーボードやマウスが付属するなどホビーパソコンの形態を取って製造されたため（もちろんファミコンのゲームもプレイできた）、「小霸王学習機」の名称で呼ばれる。これが中国におけるホビーパソコン第1世代となった。

### 小霸王遊戯機（学習機）の歴史
1980年代後半、任天堂ファミリーコンピュータが中国に上陸する。中国でもすぐにファミコンの人気が爆発するが、ファミコンは中国では正式販売されず、日本から輸入されたものが大都市などで細々と販売されていたのみであったため、その巨大な需要を満たすために海賊版の販売が始まった。
1989年、当時小さな工場であった小霸王の工場長として段永平が就任。ファミコン互換機の製造に進出する。これが「小霸王遊戯機」の第1世代である。任天堂の無許可製品でありながらショッピングモールなどで正式に販売され、アフターサービスも完備されていた。
1991年6月、小霸王はCCTVにCMを流す。CMの宣伝文句によると、この頃には小霸王の販売台数は100万台を突破していたとのことで、売上高は10億元に達するなど、既に小霸王遊戯機は中国で最も人気のあるファミコン互換機であった。
1993年、キーボード、マウス、学習ソフトなどが付属したホビーパソコンの形態を取った「小霸王遊戯機」が発売される。小霸王はCCTVのプライムタイムで「小霸王拍手歌」というCMを流す。
1994年、小霸王はCMにジャッキー・チェンを起用し、「小霸王学習機」の第2世代の販売を開始する。これに付属していた「英語詞霸」はパソコン教育用の補助教材として国家教育委員会の認定を受ける。
1995年8月、段永平が辞任して歩歩高を設立する。歩歩高も1990年代にはファミコン互換機を生産していた時代があった。
1999年、小霸王学習機の売り上げがピークに達する。
2000年代になるとソニーや任天堂が正式に中国に進出して互換機市場は縮小し、またPCの普及もはじまったため、小霸王学習機は教育市場で細々と販売される程度となる。
2010年代、もはや中国の農村部にまでスマホが普及し切って、中国スマホ市場の縮小期となった時代においても互換ゲーム機には一定の市場があり、また都市部においてもレトロゲーム愛好家やパチモノ愛好家らの市場があるため、PSP風やWii風の外観の「学習機」が販売されている。

## 参考資料
1. ↑  「小覇王がキッチン家電で成功できた理由」中国経営管理研究11号
2. ↑  ファミコン互換機で名を馳せた中国の小霸王がゲーム機市場に再参入―今後は知的財産権を尊重 Game*Spark - 国内・海外ゲーム情報サイト
3. ↑  中国・小覇王の新ゲーム機「Z+」の詳細 ～Windows 10とWindows 10 IoTのデュアルブート機 - PC Watch
4. ↑  【やじうまPC Watch】AMDカスタムAPU搭載でWindows 10が動く中国製ゲーム機「小覇王Z+」が台湾で投げ売り中 - PC Watch
5. ↑  “小霸王被申请破产！法定代表人已被限制高消费”